# Francesc Boix
Pour les articles homonymes, voir Boix.
Francesc Boix i Campo (en catalan) ou Francisco Boix Campo (en espagnol), né le 14 août 1920 à Barcelone et mort le 4 juillet 1951 à Paris, est un photographe et un républicain catalan exilé en France en 1939.

## Biographie

### Enfance
Francesc Boix naît à Barcelone le 14 août 1920.
Son père, tailleur, nourrit une passion pour la photographie qu'il lui transmet.
Il adhère à l'âge de 16 ans aux Jeunesses socialistes unifiées de Catalogne.

### Guerre civile espagnole
Engagé aux côtés des républicains espagnols lors de la Guerre d'Espagne entre 1936 et 1939, il est photographe pour la revue Juliol et combat dans la 30e division de l'Armée populaire de la République espagnole.
Il se réfugie finalement en France après la défaite et rejoint une compagnie de travailleurs étrangers (CTE) au sein de l'armée française.
En 1940, il est emprisonné avec plus de 7 000 autres Espagnols à Mulhouse. En fonction de leur passé républicain et de leur engagement contre le franquisme en Espagne, allié du Troisième Reich, ils sont alors considérés comme des prisonniers politiques.

### Emprisonnement à Mauthausen
Francisco Boix et ses camarades sont déportés au Stalag XI-B de Fallingbostel puis au camp de concentration de Mauthausen le 27 janvier 1941 : deux tiers d’entre eux vont y laisser la vie. En tant que photographe de métier, Boix est affecté au service d'identification du camp.
Au camp, tous les prisonniers, mais également tous les gardiens, sont pris en photo : la photographie sert à documenter les activités du camp tout en enregistrant les caractéristiques physiques des individus qui y sont détenus. Boix, par sa connaissance de cet art, aide au développement en laboratoire. Ayant fait preuve de ses compétences, il a une autonomie supérieure à ses compagnons de captivité, et ses faits et gestes sont moins surveillés.  
Cela lui permet de dérober une grande part des photographies effectuées : entre 1943 et la fin de la guerre, ordre est donné de détruire le fonds photographique. Boix, chargé de cette tâche, arrive à en subtiliser un tiers, environ 20 000. Il en cache une partie dans le camp et charge d'autres prisonniers espagnols d'aller en cacher une autre partie à l'extérieur du camp, lorsqu'ils en sortent pour aller travailler dans une carrière proche. Ceux-ci parviennent à confier les négatifs à une habitante du village de Mauthausen, Anna Pointner, qui les cache dans le mur extérieur de sa maison. 
Lors de la libération du camp le 5 mai 1945 par l'armée américaine, et jusqu’en juin de la même année, Francesc Boix prend de nombreuses photos, « aussi bien les monceaux de cadavres à différents endroits du camp que l’air réjoui de ses compagnons détenus devant la liberté retrouvée ».  

### Après la guerre
Francisco Boix témoigne le matin du 28 janvier 1946 au procès de Nuremberg, puis à celui de Mauthausen.
À Nuremberg, il est appelé par l'accusation française. Boix intervient juste après le témoin Marie-Claude Vaillant-Couturier et répond aux questions du procureur français Charles Dubost. Au cours de sa déclaration, quelques photos sont produites qui montrent la réalité de Mauthausen et l'implication de responsables nazis tels que Kaltenbrunner et Speer.
Après 1945, Boix travaille comme reporter photographe dans la presse communiste française : Ce soir, L'Humanité, Regards. Il couvre aussi bien la politique que le sport, comme le Tour de France.
Boix écrit ses mémoires, intitulés Spaniaker (un terme méprisant utilisé par les Allemands pour désigner les prisonniers espagnols). Néanmoins, le manuscrit a été perdu.

## Mort et postérité
Francesc Boix meurt prématurément à trente ans, le 4 juillet 1951, de la tuberculose contractée à Mauthausen. Il est alors enterré au cimetière parisien de Thiais.

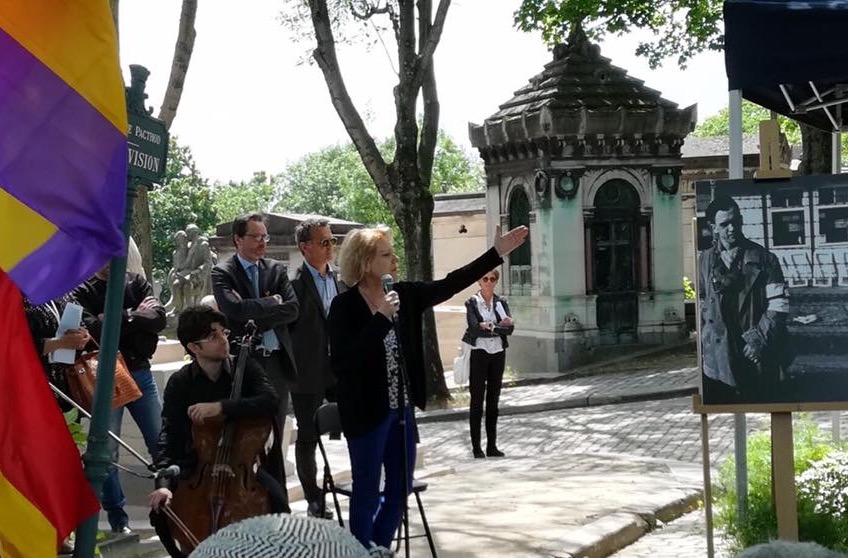
Marina Rossell chantant au cimetière du Père-Lachaise.

En 2017, ses restes sont transférés au Père-Lachaise lors d'une cérémonie présidée par la maire Anne Hidalgo, au cours de laquelle la chanteuse Marina Rossell a chanté l’Emigrant et El Cant dels ocells,.
Un roman graphique écrit par Salva Rubio (es) et dessiné par Pedro J. Colombo, Le Photographe de Mauthausen, racontant l'histoire de Francisco Boix a été publié en 2017 par l'éditeur belge Le Lombard,.
Plusieurs films ont été tournés sur la vie de Francisco Boix :
- 2010 : Francisco Boix, un fotógrafo en el infierno (Francisco Boix, a photographer in hell), documentaire réalisé par Llorenç Soler (ca), Espagne (Prix année 2000 du Festival international du film d'histoire de Pessac)
- 2018 : Le Photographe de Mauthausen (El fotógrafo de Mauthausen) de Mar Targarona (es), avec Mario Casas dans le rôle-titre
- 2021 : Les résistants de Mauthausen, documentaire de Barbara Necek, Arte, 52 min[12],[13].

## Galerie

Œuvres de Francesc Boix
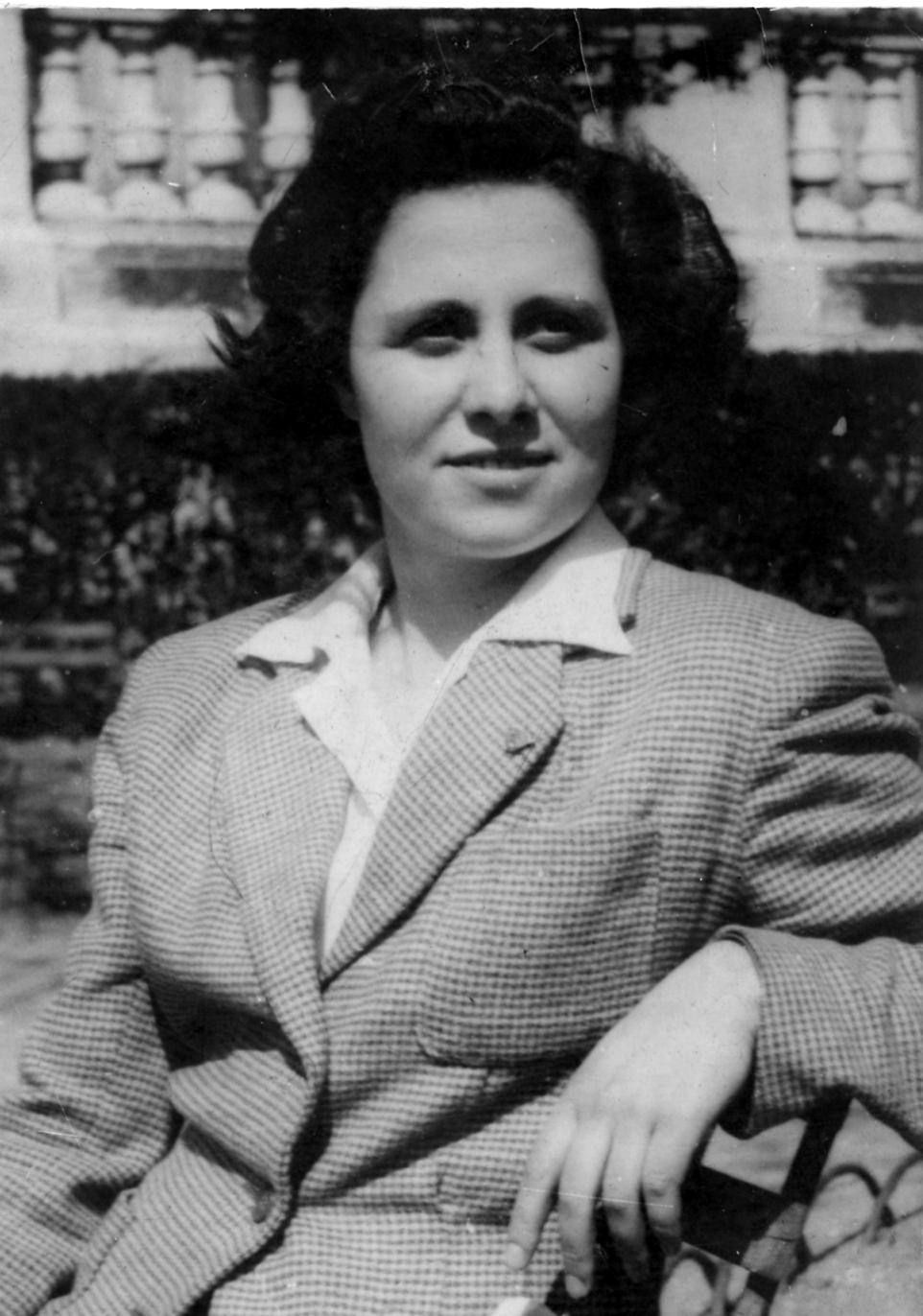
Portrait de la peintre résistante Victòria Pujolar Amat, 1947.